# Trichostomum inclinatum
Trichostomum inclinatum là một loài Rêu trong họ Pottiaceae. Loài này được (Sendtn.) Müll. Hal. miêu tả khoa học đầu tiên năm 1849.